# 崑嵩市
崑嵩市（越南语：／）是越南西原崑嵩省的省莅城市，处于老挝与柬埔寨的边境附近，1851年法国天主教传教士曾来到此处。

## 地理
崑嵩市西接沙泰县，北接得河县，东接公瑞县，南接嘉莱省诸巴县。

## 历史
1991年8月12日，嘉莱-崑嵩省重新分设为崑嵩省和嘉莱省；崑嵩市社划归崑嵩省管辖并成为崑嵩省莅。
1994年3月24日，崑嵩市社以得罗社、河门社、得威社、玉饶社4社和得苏县2社析置得河县。
1996年11月22日，诸赫让社析置得热瓦社。
1998年9月3日，诸赫让社、团结社和和平社析置黎利坊，荣光社部分区域划归光中坊管辖，光中坊析置维新坊。
2004年1月8日，和平社析置陈兴道坊，荣光社析置吴梅坊，团结社析置阮廌坊，得博拉社和胜利坊析置长征坊。
2005年10月7日，崑嵩市社被评定为三级城市。
2008年6月9日，亚真社析置得能社。
2009年4月10日，崑嵩市社改制为崑嵩市。
2013年12月20日，荣光社部分区域划归吴梅坊管辖。
2023年1月10日，越南政府总理范明政签署12号决定，同意评定崑嵩市为二级城市。

## 行政區劃
崑嵩市下轄11坊10社，市人民委员会位于决胜坊。
- 维新坊（Phường Duy Tân）
- 黎利坊（Phường Lê Lợi）
- 吴梅坊（Phường Ngô Mây）
- 阮廌坊（Phường Nguyễn Trãi）
- 光中坊（Phường Quang Trung）
- 决胜坊（Phường Quyết Thắng）
- 胜利坊（Phường Thắng Lợi）
- 统一坊（Phường Thống Nhất）
- 陈兴道坊（Phường Trần Hưng Đạo）
- 长征坊（Phường Trường Chinh）
- 诸赫让社（Xã Chư Hreng）
- 得博拉社（Xã Đắk Blà）
- 得勤社（Xã Đắk Cấm）
- 得能社（Xã Đắk Năng）
- 得热瓦社（Xã Đắk Rơ Wa）
- 团结社（Xã Đoàn Kết）
- 和平社（Xã Hòa Bình）
- 亚真社（Xã Ia Chim）
- 克龙社（Xã Kroong）
- 奥拜社（Xã Ngọk Bay）
- 荣光社（Xã Vinh Quang）